# 北伊勢上野信用金庫
北伊勢上野信用金庫（きたいせうえのしんようきんこ）は三重県四日市市に本店をおく信用金庫。

## 概要
2004年（平成16年）に、北伊勢信用金庫と上野信用金庫が合併し誕生した。

## 沿革
- 1929年（昭和4年）6月 - 有限責任四日市金庫が設立される。
- 1943年（昭和18年）10月 - 四日市信用組合に改組される。
- 1952年（昭和27年）1月 - 四日市信用金庫に改組される。
- 1967年（昭和42年）4月 - 四日市信用金庫が鈴鹿信用金庫と合併し、北伊勢信用金庫となる。
- 1970年（昭和45年）4月 - 北伊勢信用金庫が四日市商業信用組合を合併する。
- 2004年（平成16年）1月19日 - 上野信用金庫と合併し北伊勢上野信用金庫となる。
- 2025年（令和7年）4月11日 - この日から磁気の影響を受けにくい新しい通帳（Hi-Co通帳）を取扱開始した(Hi-Co通帳に対応していない信用金庫ATMではHi-Co通帳は使えない。)[1]。

## ATMについて
ATMでの預金引出し取引については、他の信用金庫（入金も対象）と百五銀行、それに三重県下JAバンク・JA三重信連及びイオン銀行のキャッシュカードは自信金扱いとなる（ただし時間外の引き出しについては手数料が必要）。